# Кешабпур
Кешабпур (бенг. কেশবপুর, англ. Keshabpur) — город на западе Бангладеш, административный центр одноимённого подокруга. Площадь города равна 18,46 км². По данным переписи 2001 года, в городе проживало 20 697 человек, из которых мужчины составляли 50,88 %, женщины — соответственно 49,12 %. Плотность населения равнялась 1121 чел. на 1 км². Уровень грамотности населения составлял 32,9 % (при среднем по Бангладеш показателе 43,1 %).